# Ipomoea pes-tigridis
Ipomoea pes-tigridis är en vindeväxtart som beskrevs av Carl von Linné. Ipomoea pes-tigridis ingår i släktet praktvindor, och familjen vindeväxter.

## Underarter
Arten delas in i följande underarter:
- I. p. longibracteata
- I. p. strigosa

## Bildgalleri

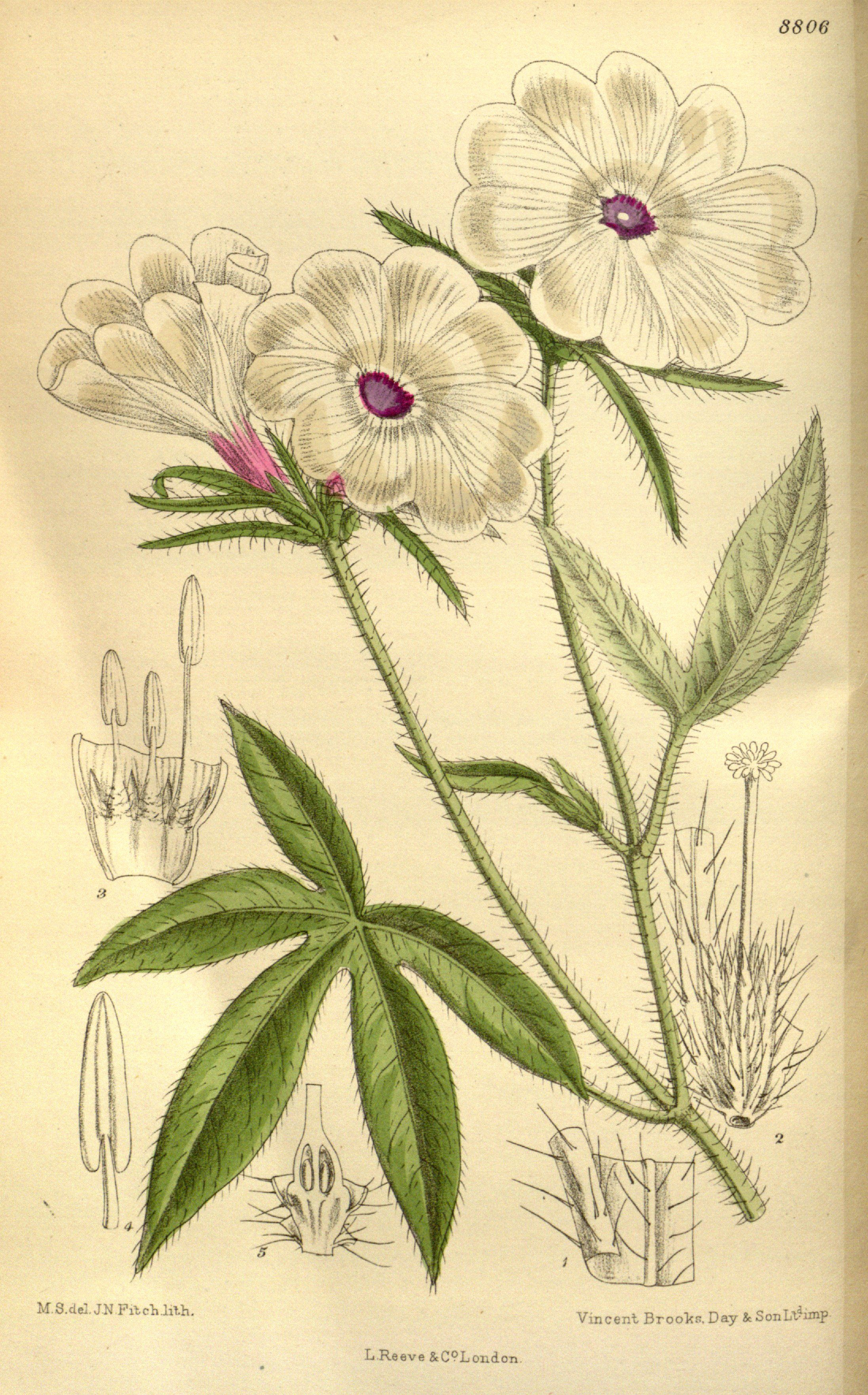
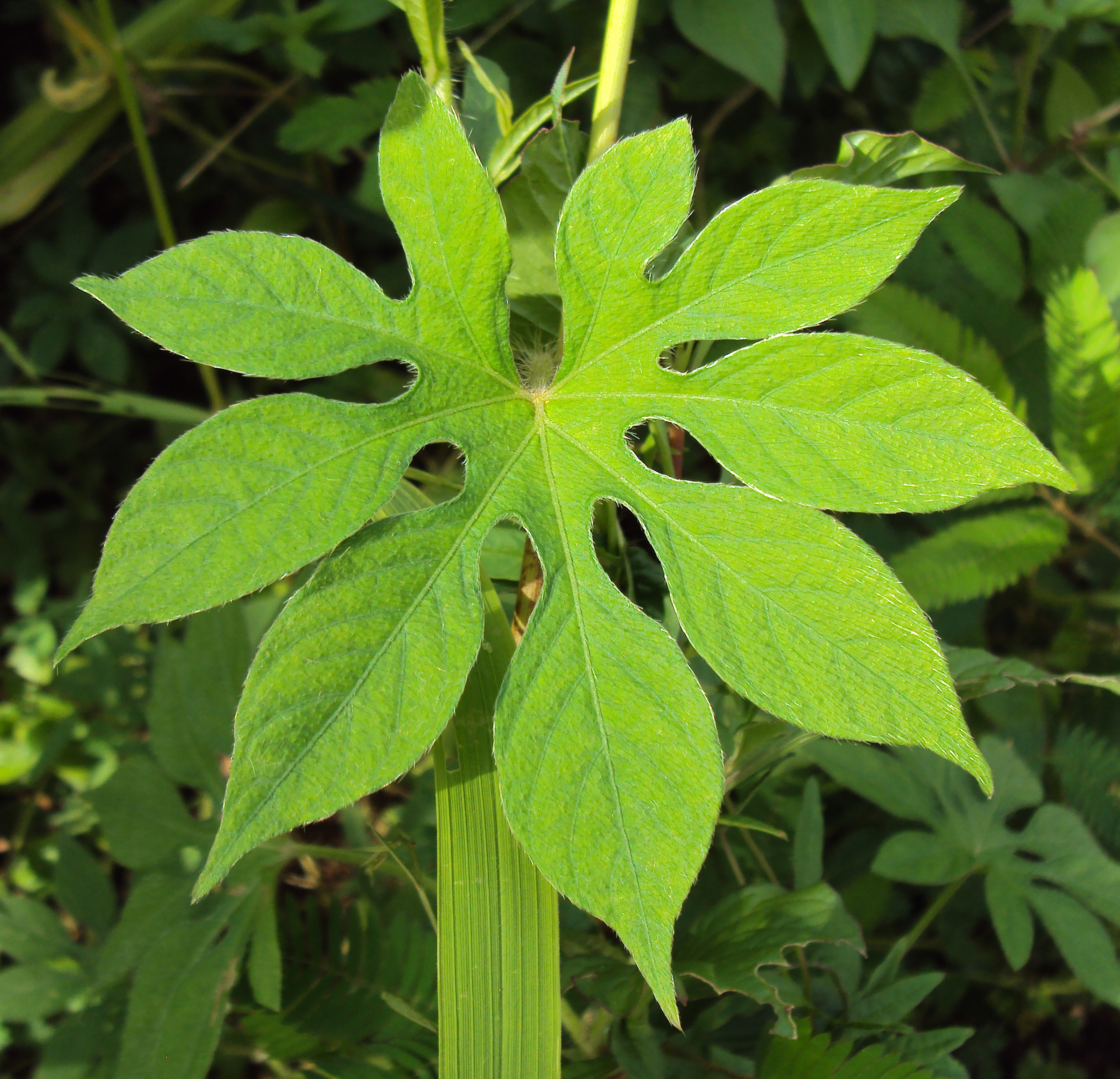
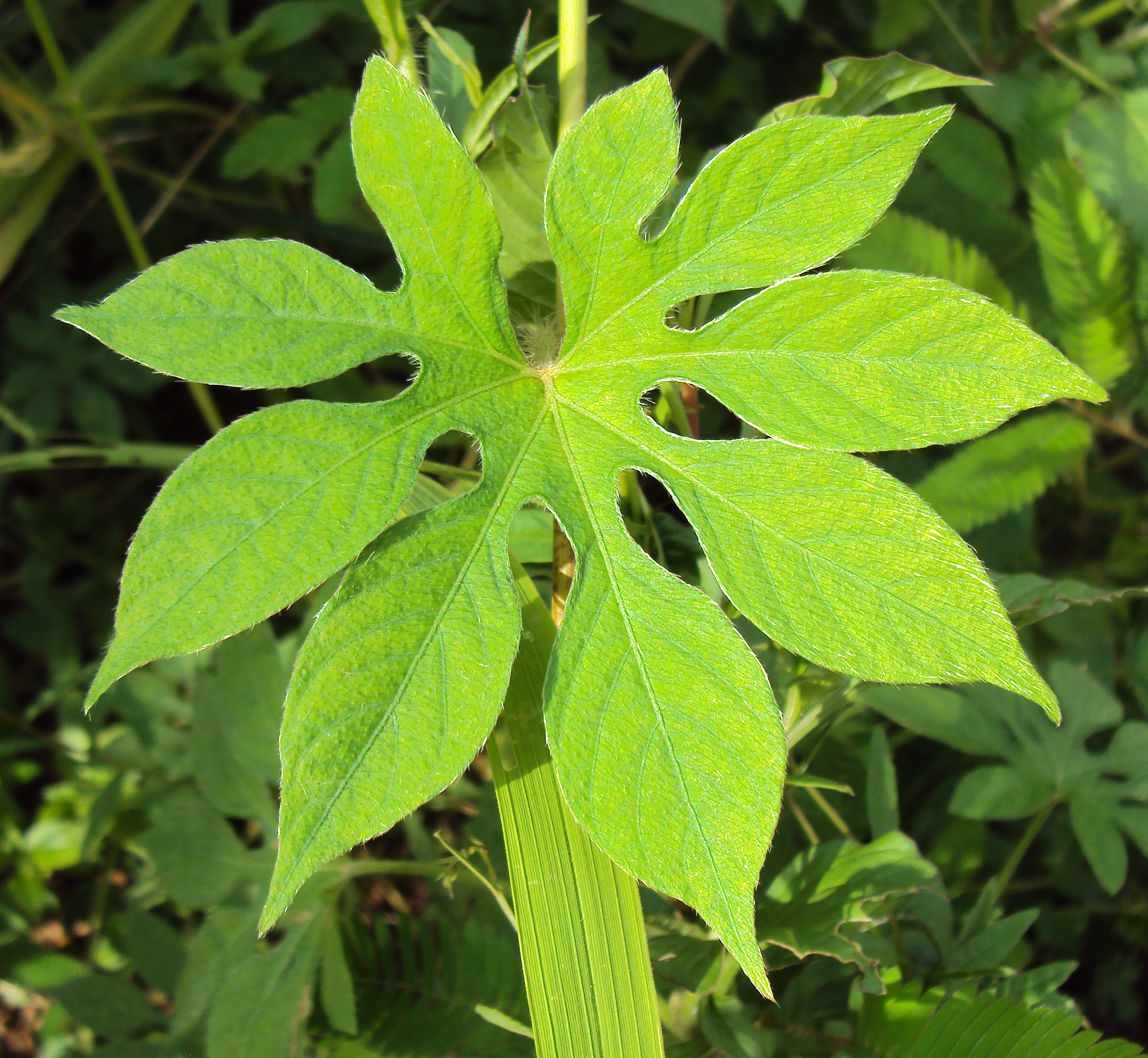
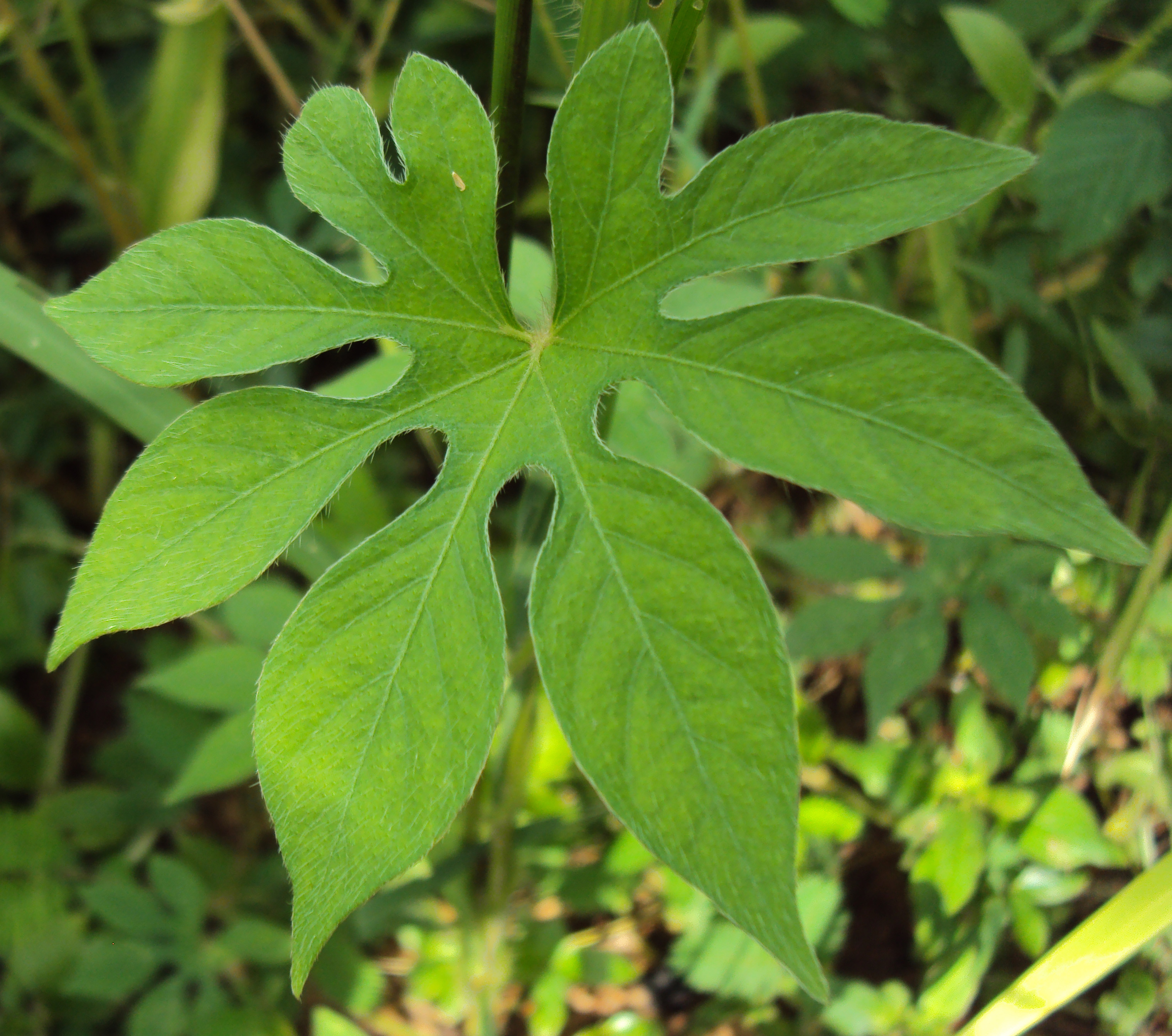